# Religion ethnique
Une religion dite « ethnique » est une religion qui se différencie des deux grandes religions monothéistes actuelles (Christianisme et Islam). Ce terme peut remplacer celui de « païen » ou de « néopaïen » qui contient des connotations négatives comme l'ont dit la majorité des personnes qui ont participé à une discussion d'une journée à propos du nom de l'association ECER (Congrès Européen des Religions Ethniques en français), en 1998.
Ce terme renvoie aux traditions spirituelles originelles de chaque pays et renoue donc un lien avec les religions pré-monothéistes. Il renvoie aussi à la Nature et aux dieux dits « païens ». 
Les religions ethniques peuvent comporter à la fois les religions païennes antiques, donc celles qui ont existé avant les monothéistes, et les religions néopaïennes qui sont la résurgence des religions antiques actuellement en vigueur dans diverses parties du globe.
Le judaïsme est une religion monothéiste mais peut être rangée dans la catégorie des religions ethniques dans la mesure où les juifs se considèrent comme le peuple élu et où l'appartenance au judaïsme s'acquiert par la filiation maternelle.

## Croyances
La plupart des religions ethniques ont un lien fort avec la nature et l'environnement. La pratique magique a également une place centrale car par orthopraxie, cela permet d'influencer la Nature pour pouvoir faire des demandes. Il en va de même pour les dieux, pour ce qui est d'obtenir leurs attentions et leurs faveurs. 
Les religions ethniques croient toutes en un « au-delà » ou une quelconque vie après la mort. 
Dans ces religions, il existe plusieurs dieux qui parfois sont des entités à part entière ou bien des « essences » d'une seule et même divinité créatrice et originelle. 
Le culte des ancêtres ainsi que les rites de passage ont également une grande place dans les religions ethniques.

## Liste des principales religions ethniques anciennes
- Religion de l'Égypte antique
- Religion grecque antique
- Religion de la Rome antique
- Religion nordique ancienne
- Religion des Celtes
- Religion aztèque
- Religion en Mésopotamie

## Liste des principales religions ethniques nouvelles
- Kémitisme/Netjerisme
- Hellénisme/Dodécathéisme
- Nova Roma
- Ásatrú / Odinisme
- Néodruidisme
- Mexicáyotl (es)
- Zuisme